# Tantal(V) chloride
Tantal(V) chloride, hay tantal pentachloride, là một hợp chất vô cơ có công thức hóa học TaCl5. Nó có dạng bột màu trắng và thường được sử dụng làm nguyên liệu ban đầu trong hóa học tantal. Nó dễ bị thủy phân, tạo thành tantal(V) oxychloride (TaOCl3) và tantal(V) oxide (Ta2O5); điều này đòi hỏi nó phải được tổng hợp và sử dụng trong điều kiện khan, sử dụng các kỹ thuật không có không khí.

## Cấu trúc
TaCl5 kết tinh trong nhóm không gian thuộc hệ tinh thể đơn nghiêng C2/m. Mười nguyên tử chlor xác định cặp bát diện có chung cạnh. Các nguyên tử tantal chiếm các tâm của bát diện và được nối với nhau bằng hai cầu nối chlor. Cấu trúc dimer tồn tại trong các dung môi không phức tạp và phần lớn ở trạng thái nóng chảy. Tuy nhiên, ở trạng thái hơi, TaCl5 là monomer. Monomer này có cấu trúc lưỡng chóp tam giác, giống như cấu trúc của PCl5.

## Tính chất vật lý
Độ tan của tantal(V) chloride tăng nhẹ đối với dãy hydrocarbon thơm sau:
benzen < toluen < m-xylen < mesitylen
Điều này thể hiện ở việc dung dịch có màu đậm dần từ vàng nhạt sang cam. Tantal(V) chloride ít tan trong cyclohexan và carbon tetrachloride hơn trong các hydrocarbon thơm. Các dung dịch như vậy của tantal(V) chloride là chất dẫn điện kém, cho thấy khả năng bị ion hóa thấp. TaCl5 được tinh chế bằng cách thăng hoa để tạo ra các tinh thể hình kim màu trắng.
Tantal(V) chloride có thể được điều chế bằng phản ứng của tantal dạng bột với khí chlor ở nhiệt độ giữa 170 và 250 °C. Phản ứng này cũng có thể được thực hiện với HCl ở 400 °C.
2 Ta + 5 Cl2 → 2 TaCl5
2 Ta + 10 HCl → 2 TaCl5 + 5 H2
Nó cũng có thể được điều chế bằng phản ứng giữa tantal(V) oxide và thionyl chloride ở 240 °C.
Ta2O5 + 5 SOCl2 → 2 TaCl5 + 5 SO2
Tantal(V) chloride có sẵn trên thị trường, tuy nhiên các mẫu có thể bị nhiễm tantal(V) oxychloride (TaOCl3), được tạo thành do quá trình thủy phân.

## Phản ứng
TaCl5 là chất điện di và nó hoạt động giống như chất xúc tác Friedel–Crafts, tương tự như AlCl3. Nó tạo thành các phức hợp với nhiều base Lewis.

### Phức hợp đơn giản
TaCl5 tạo phức ổn định với ether:
TaCl5 + R2O → TaCl5(OR2) (R = Me, Et)
TaCl5 cũng phản ứng với phosphor pentachloride và phosphoryl trichloride, chất trước đóng vai trò là chất cho chloride và chất sau đóng vai trò phối tử, liên kết qua oxy:
TaCl5 + PCl5 → PCl+
4TaCl−
6
TaCl5 + POCl3 → TaCl5·POCl3 (tinh thể không màu)
Tantal(V) chloride phản ứng với các amin bậc ba để tạo ra các phức hợp kết tinh.
TaCl5 + 2R3N → TaCl5(NR3)

### Phản ứng chuyển vị chloride
Tantal(V) chloride phản ứng ở nhiệt độ phòng với lượng dư triphenylphosphine oxide để tạo ra phức hợp oxychloride:
TaCl5 + 3 OPPh3 → [TaOCl3(OPPh3)]x
Sự hình thành ban đầu được cho là của các chất cộng giữa TaCl5 và các hợp chất hydroxyl như rượu, phenol và acid carboxylic được tạo ra bởi quá trình loại bỏ hydro chloride và hình thành liên kết Ta–O:
TaCl5 + 3 HOEt → TaCl2(OEt)3 + 3 HCl
Với sự có mặt của amonia như một chất nhận HCl, tất cả năm phối tử chloride đều bị thay thế với sự hình thành Ta(OEt)5. Tương tự, TaCl5 phản ứng với lithi methoxide trong methanol khan để tạo thành các dẫn xuất methoxy có liên quan:
TaCl5 + 4 LiOMe → Ta(OMe)4Cl + 4 LiCl

### Phân giải amoni, phân giải rượu và các phản ứng liên quan
Amonia sẽ thay thế hầu hết các phối tử chloride khỏi TaCl5 để tạo thành chất. Chloride bị chiếm chỗ chậm hơn bởi các amin bậc một hoặc bậc hai nhưng việc thay thế cả năm phối tử chloride bằng các nhóm amido có thể thực hiện bằng cách sử dụng lithi dialkylamide, như được minh họa bằng quá trình tổng hợp pentakis(dimetylamido)tantal:
TaCl5 + 5 LiNMe2 → Ta(NMe2)5
Với rượu, pentachloride phản ứng để tạo ra alkoxide. Như phương pháp điều chế tantal(V) ethoxide ở trên, các phản ứng thường được tiến hành với sự có mặt của bazơ:
10 EtOH + Ta2Cl10 + 10 NH3 → Ta2(OEt)10 + 10 NH4Cl
Tantal(V) chloride bị khử bởi các chất dị vòng nitơ như pyridin.

### Phản ứng tạo phức với amonia
Phản ứng của TaCl5 với NH3 ở điều kiện thường sẽ cho sản phẩm là các phức hợp:
TaCl5 + 17 NH3 → Ta(NH2)2Cl3·7NH3 + 2 NH4Cl·3NH3
Nếu phản ứng được thực hiện ở nhiệt độ thấp, phức TaCl5·12NH3 sẽ được tạo thành ở −81,5 °C (−114,7 °F; 191,7 K). Tăng nhiệt độ lên −67,5 °C (−89,5 °F; 205,7 K) sẽ tạo ra TaCl5·10NH3, ở −44 °C (−47 °F; 229 K) phức TaCl5·7NH3 được tạo thành. Cả ba phức amonia đều có màu trắng. Phức heptaamonia bị phân hủy ở 0 °C (32 °F; 273 K).
TaCl5·7NH3 → Ta(NH2)2Cl3·3NH3 + 2 NH4Cl

### Sự khử
Khử tantal(V) chloride sẽ tạo ra các anion và hợp chất như Ta6Cl184− và Ta6Cl14(H2O)n, với n =4, 7, 8.

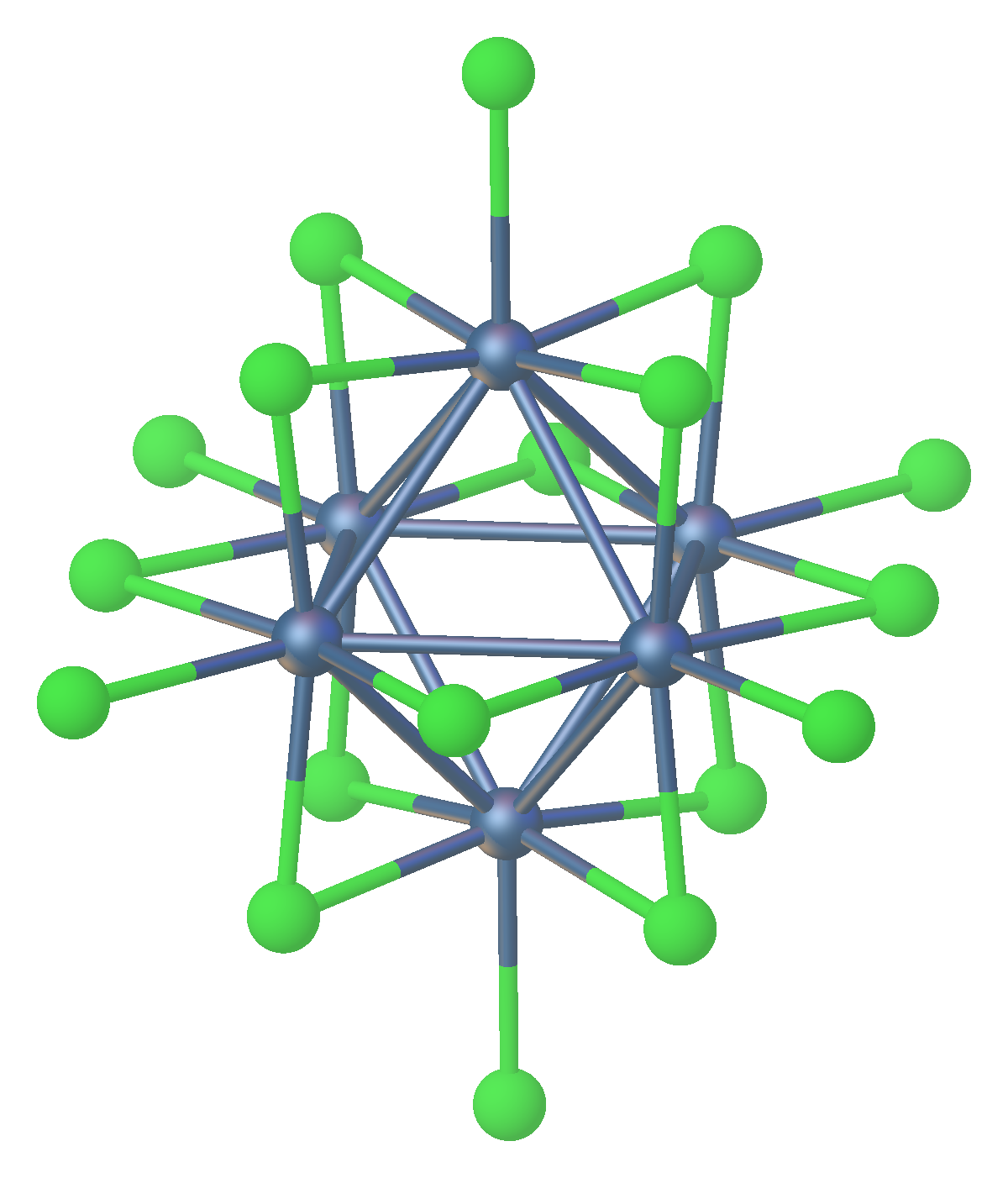
Cấu trúc của cụm bát diện có cạnh (như Ta_{6}Cl_{18}^{2−}).